# 素意
素意（そい、生年不詳 - 嘉保元年（1094年））は、平安時代中期から後期にかけての僧・歌人。俗名は藤原重経または成経。藤原南家を出自とし、越前守・藤原懐尹の子、または、宮内少輔・藤原成尹の子で、権中納言・藤原重尹の養子。女流歌人の祐子内親王家紀伊の夫とされる。官位は従五位下・紀伊守。官職が紀伊守であったことから紀伊入道とも称される。
「六条斎院歌合」などに参加。康平7年（1064年）に出家し、延久3年（1071年）大和国多武峰に移っている。永保3年（1083年）には和泉国に寂静寺を開いている。なお「多武峰往生院歌合」の判者も務めている。
『後拾遺和歌集』に7首、『千載和歌集』に1首が入集している。